# テラル越前農業協同組合
テラル越前農業協同組合（テラルえちぜんのうぎょうきょうどうくみあい）は、かつて福井県大野市に本店を置いていた農業協同組合。通称はJAテラル越前（ジェイエイテラルえちぜん）。
2020年（令和2年）4月1日に、越前たけふ農業協同組合（JA越前たけふ）を除く福井県内の各JAと合併し福井県農業協同組合（JA福井県）が発足。これに伴い、JAテラル越前は廃止された。

## 概要
- 1999年4月1日、奥越地域のJA大野市・JA上庄（以上大野市）・JAかつやま（勝山市）・JA九頭竜（和泉村）が合併して誕生。
  - 管轄の区域は大野市と勝山市
- 旧本店:福井県大野市中挾1丁目1301（現在はJA福井県の大野支店となっている[5]）
- テラル(terral)は、ラテン語で「地球に優しい」という意味を持つ。この語は「九頭竜テラル高原」などの名でも使われている。
- 子会社の株式会社コープテラルがAコープ大野店と勝山店を経営していたが、量販店進出による赤字経営を脱却できないために2006年10月30日をもって倒産した。[要出典]
- 2007年12月10日より内部改革として支所統廃合を行い、「出向くJA」をキャッチフレーズに7支店1出張所の「新生JAテラル越前」がスタートする。[要出典]

## 組織
すべてJA福井県の事業所として継承されたが、2024年4月22日付で支店再編されている。
- 本店（現・大野支店、中挾出張所併設→大野支店に統合）
- 大野北支店：大野市要町（水落町に移転後、大野支店に統合）
- 大野西支店：大野市下舌（大野支店に統合）
- 大野東支店：大野市下麻生嶋（上野に移転後、大野支店に統合）
- 大野南支店：大野市稲郷（大野支店に統合）   
  - 九頭竜出張所：大野市朝日（大野支店に統合）
- 勝山南支店：勝山市旭毛屋町（勝山支店に統合）
- 勝山中支店：勝山市滝波町（現・勝山支店）
- 勝山北支店：勝山市荒土町伊波（勝山支店に統合）

## 不正融資事件
- 2005年8月、下庄支店に勤務していた当時の次長による22億8980万円の不正融資が発覚した。不正融資は5人に対して約140件、時期は1999年1月から発覚するまで続けられていたと見られる。
- その後福井県などが検査した結果、法令遵守に取り組む経営姿勢に不備があったとして、同年12月19日、県はJAテラル越前に対して業務改善命令を出した。ホームページに業務改善計画取組状況がアップされているのはそのためである。
- この次長には懲戒免職の処分が下された。その後2006年7月13日に電子計算機使用詐欺容疑で逮捕された。